# Bigato

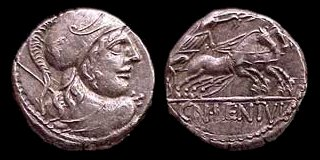
Vitória sobre uma biga no reverso de um denário (bigato) com a cabeça de Marte

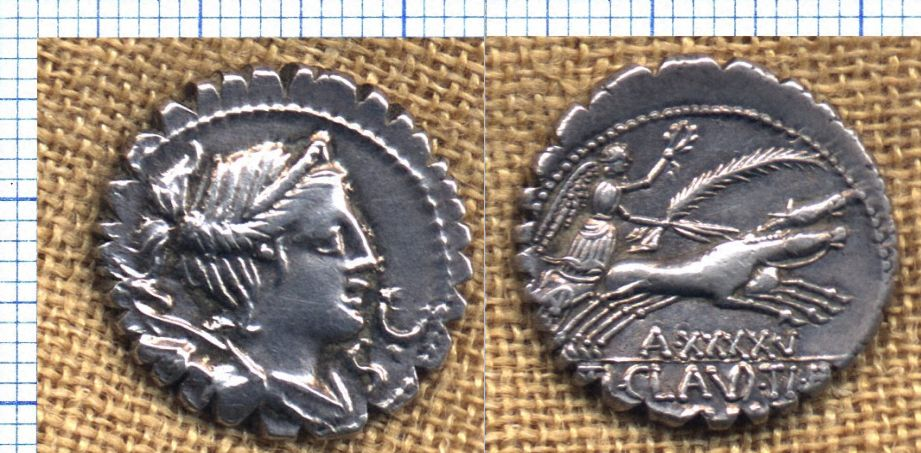
Serrato descrevendo Diana com Vitória dirigindo uma biga

Bigato (em latim: bigatus; pl. bigati), na numismática romana, é um tipo de denário no qual está estampado no reverso uma biga, uma carroça de dois cavalos. Começou a aparecer na primeira década do século II a.C. como uma alternativa para o vitoriano, e muitos numismatas acreditam que não foi utilizada antes de 190 a.C.. Um denário com uma carroça de quatro cavalos (quadriga) já havia sido utilizada por algum tempo (quadrigato) e foi nomeado pelo ícone de sua carroça e também descreveu os Dióscuros.
O primeiro bigato descreveu Luna em sua carroça de dois cavalos. Continuou em uso junto com o quadrigato dos Dióscuros até 170 a.C., quando o denário foi temporariamente suprimido. Foi revivido em torno de 157 a.C. com o título Dióscuros e um novo bigato descrevendo Vitória em sua biga, provavelmente para celebrar o domínio de Roma após a Batalha de Pidna. Tácito e Plutarco menciona uma estátua da Vitória numa biga.
A data quando o bigato começou a ser emitido é complicada pelo uso incerto da palavra bigati pelo historiador augustano Tito Lívio. Ao escrever sobre os eventos de 216 a.C., antes dos bigatos terem entrado em circulação, Lívio usa a palavra para se referi às moedas de prata tomada como espólio na Gália Cisalpina ou Hispânia, e então exibidas em triunfo entre 197 e 190 a.C.. Bigatos pode ser utilizado vagamente para denários, e não o tipo específico. Também foi conjecturado que bigato tornou-se uma gíria para denários num sentido mais amplo de "com dois cavalos", que pode também aplicar-se à imagem dos Dióscuros (Castor de Pólux) como cavaleiros. Nenhuma destas explicação foi universalmente aceita.
Em sua etnografia Germânia, Tácito (56-117) nota que enquanto muitos dos povos germânicos em seu tempo ainda dependiam do escambo, aqueles que viviam nas margens do Império Romano começaram a comerciar e cunhar moedas, mas confiavam apenas no valor das "velhas e bem conhecidas" moedas como os bigatos e serratos, a último sendo aquelas com bordas serradas. Uma vez que moedas galvanizadas começaram a circular durante o tempo de Júlio César e depois, eles tinham razão para serem cautelosos; contudo, outros moedas mais antigas deviam também devem ter atenuado as preocupações deles, e as razões para sua preferência são incertas, especialmente pois bigatos galvanizados existiram.